# Юрс Цибульс
Юрс Цибульс (латг. Jurs Cybuļs, латис. Juris Cibuļs; *6 грудня 1951, Рекова, Абренський район, Латвія) — латгальский народний діяч, публіцист, мовознавець, журналіст, перекладач, борець за права латгальської мови і культури.

## Біографія
Народився 6 грудня 1951 в селі Рекова Абренського району (зараз Вілякський край) в сім'ї колгоспників. У 1959-1963 навчався в Ергльскій початковій школі Балвського району, в 1963-1970 — в Рековській середній школі, в 1975 закінчив факультет Іноземних мов Латвійського державного університету за фахом філолог, викладач англійської мови та літератури. Також в аспірантурі ЛДУ вивчав історію та теорію педагогіки. З 1975 по 1989 був учителем англійської мови в Тілжській середній школі і Тілжському інтернаті Балвського району.
У 1978 Цибульса прийнято в Національне географічне товариство США.
У 1985-1990 був постійним кореспондентом «Skolotāju Avīze» («Учительська газета»).
З 1988, під час Третього пробудження, Цибульс займався політичною діяльністю, в 1989-1990 був головою відділення Народного фронту Латвії Балвського району, з 1989 по 1992 — Депутат Ради народних депутатів Балвського району. У 1990 обраний делегатом Помилка Lua у Модуль:Не_перекладено у рядку 253: attempt to index local 'neededTitle' (a nil value)., в 1989-1991 був членом ЛСДРП, в 1990 обраний депутатом Верховної Ради Латвії. Працював в Комісії закордонних справ, пізніше в комісії з народної освіти, науки і культури, а також в Латгальській робочій групі. З 1994 був старшим референтом у Відділі зовнішніх зв'язків і преси, потім заступником начальника відділу зовнішніх зв'язків Управління по натуралізації Латвії. Працював в Центрі Термінології і перекладу редактором Відділу перекладів документів Європейського Союзу та редактором Відділу перекладів документів НАТО. В даний час працює у Відділі зовнішніх зв'язків Ризької думи.
У 1995 прийнятий в спілки Maledicta (Товариство світової вербальної агресії) і Amici Linguarum («Друзі мов»)
Разом з Лідією Лейкумой (латг. Lideja Leikuma) написав латгальский буквар (1992) і підручник граматики латгальської мови «Vasals!» (2003). Колекціонує букварі різних мов світу, зібрав близько 8400 букварів з 216 країн і регіонів на 1039 мовах і діалектах. Колекція Цибульса 170 разів виставлялася в музеях, школах, бібліотеках, клубах Латвії. У 2006 колекція виставлялася в Салоніках (Греція), в 2012 в Орші і Гродно (Білорусь).
Цибульс опублікував більш ніж 400 статей в періодиці і збірниках на латгальській, латвійській, англійській, датській та французькій мовах, в тому числі багато статей про права латгальської мови. Істотними є заслуги Цибульса в підвищенні статусу латгальської мови в Латвії.

## Нагороди
- У 2000 Цибульс нагороджений Орденом Трьох зірок III ступеня, а також пам'ятним значком учасника барикад 1991.

2025 Цибульс нагороджений VADDA RISSI MEDAL от Traderson Foundation ( Естонія ) 